# Venissa
Venissa Conocida también como (Genissa, Genvissa, Genuissa, Venus Julia), de acuerdo con Godofredo de Monmouth en su libro Historia Regum Britanniae fue una hija del emperador romano Claudio, la cual fue dada en matrimonio al Rey de Bretaña Argiragus, una vez que él se sometió a Roma. Con el que tuvo un hijo Marius rey de Siluria.
De acuerdo con la crónica era una mujer de extraordinaria belleza, por lo cual su esposo no buscaba la compañía de nadie más. Su esposo fundó Glevum, la Colonia Nervia Glevensium, actualmente conocida como Gloucester.